# ケヴィン・メア
ケヴィン・K・メア（Kevin K. Maher、1954年8月21日 - ）は、アメリカ合衆国の弁護士、外交官。学位は法務博士(Juris Doctor)（ジョージア大学法科大学院・1981年）。NMVコンサルティング上級顧問。
在日本大使館政治軍事部部長、在沖縄総領事、国務省東アジア・太平洋局日本部部長などを歴任した。

## 概要
アメリカ合衆国国務省に入省し、外交官として活動する。在日本大使館の政治軍事部にて部長を務めたあと、在沖縄総領事に就任するなど、要職を歴任した。国務省の東アジア・太平洋局にて日本部の部長を務めていたが、舌禍事件により解任され、依願退官した。退官後は、リチャード・ローレスらが運営する民間コンサルティング会社に上級顧問として勤務する。
日本語が堪能で、妻は日本人。

## 来歴

### 生い立ち
サウスカロライナ州フローレンス生まれ。高校を2年で飛び級し、大学でも1年を飛び級して1974年に19歳でラグレインジ大学を卒業して近代ヨーロッパ史の学士号を取得。1977年にハワイ大学大学院で近代東アジア史の修士号を取得。1981年にジョージア大学法科大学院で法務博士号（JD）を取得。修士課程では中国語を学び、当時習っていた太極拳の影響などから興味をもった宗教学や東洋史を専攻していたが、宗教学や歴史学を学んでも就職が困難であったため、法律学に転向した。ラグレインジ大学で出会った、日本語を教えていた慶應義塾大学の日本人女子学生と結婚。

### 弁護士として
ジョージア大学在学中は、同大学で国際法を講じていた元アメリカ合衆国国務長官のディーン・ラスク教授の下で研究員を務め、ラスクから外交官になることを勧められる。1981年、ジョージア州アトランタにて弁護士資格を取得。同年、半年間の弁護士事務所勤務を経て、27歳で国務省に入省。アメリカ外交官に多いアイビー・リーグなどアメリカ合衆国東海岸の名門私立大学出身ではなく、アメリカ合衆国南部の州立大学出身で、国務省内に同窓会などもなかったが、ウォーターゲート事件を受けた転換期の中、採用方針が地方州立大学からも採用する方針に変わり採用された。

### 外交官として
1982年から1984年まで在香港総領事館にて副領事。その後は、いわゆるジャパン・サークルとして日本畑を歩み、1984年から1986年まで駐日大使館にて経済担当二等書記官。1986年から1988年まで国務省日本部にて経済担当官。1988年から1989年まで国務省横浜日本語研修所にて語学研修を受講。1989年から1992年まで駐日大使館の政治軍事部にて副課長。1992年から1995年までアメリカ国防総省に出向し、アメリカ空軍副次官室にて国際政策課長。1995年から1997年まで国務省の化学生物ミサイル拡散防止部にて副部長。
1997年から1998年まで東京大学東洋文化研究所にて客員研究員。1998年から2001年まで在福岡領事館にて首席領事。2001年から2004年まで駐日公使館にて環境科学技術担当公使。2005年から2006年まで駐日大使館にて政治軍事部長。2006年から2009年まで在沖縄総領事。
2009年国務省に帰任、東アジア・太平洋局日本部部長。しかし沖縄総領事時代からの数々の舌禍（後述）により2011年3月10日解任。当初は夏まで務めてその後はアメリカ国家安全保障会議アジア部上級部長、後任はイラク大使館政治担当参事官のマーク・ナッパーと目されていた。日本部部長解任直後に起きた東日本大震災においては、国務省内の特別作業班でトモダチ作戦を始めとする対日支援の調整役を務めた。
4月6日付で国務省を退職。日本部長更迭に不満を持ったことによる依願退職と報じられた。退職後の15日に産経新聞電話インタビューによれば、「愛する日本で、一番嫌われ者の米国人になるのが耐えられなかった」などと話すとともに、報道された発言は、米軍基地再編を妨げようとするグループの歪曲によるもので事実に反するものであると主張した。共同通信による報道後、メアはジョン・ルース駐日大使とカート・キャンベル国務次官補に報道を否定する電子メールを送信し、メールの内容を元に報道を否定する東アジア局名義の報告書が作成されたが、ジェイムズ・スタインバーグ国務副長官の指示で取りやめになったという。メアは「事実関係の確認」をせず幕引きを図った同国務副長官への不信感を語った。こうした経緯については、ヨーロッパの米国大使館勤務と引き換えに口止めされていたという。

### 退官後
リチャード・ローレスらが創設したNMVコンサルティング（NMV Consulting, LLC）にて、上級顧問に就任した。使用済み核燃料の再処理問題を手がけており、2011年5月には日本の総理大臣官邸を訪問し外政担当内閣官房副長官補の河相周夫（のちに外務事務次官）と面会するなど、積極的に活動している。

## 発言
在沖総領事在任中の言動に対して「軍政中の琉球列島高等弁務官と何ら変わらない」との声が上がったと琉球新報で報じられた。また2008年7月には「こんな総領事は要らない、平成のキャラウェイ気取りはやめよ」と琉球新報から社説で非難された。
- 2006年8月、普天間飛行場外周にまで住宅が密集している現状に「普天間は特別ではない。飛行場として特に危ないとは思わない」。2008年7月にも、アメリカ軍の安全基準に違反するとの伊波洋一市長の指摘に「基地外の建設を制御する安全基準で、なぜ滑走路の近くの基地外に、宜野湾市が建設を許しているのかわからない」[17]（実は普天間飛行場は占領・軍政中に県民の宅地や田畑を強制的に接収して建設されたもので、日本軍の基地が敗戦・返還後に自衛隊に再利用されたのと違い、飛行場が先にあったわけではない）。また2010年、「福岡空港や伊丹空港も（住宅地に近いから）同様に危険」と反論[18]。
- 2007年6月、海軍掃海艦の与那国島寄港計画が与那国町から反対された[19]ことに「日本の安全保障に貢献しているアメリカ海軍の入港になぜ反対するのか理解しにくい」[17]。8月、沖国大米軍ヘリ墜落事件に関し沖縄県警察が事故ヘリの整備員の氏名開示を求めたが米側が応じなかったことについて「米側が調査し原因は分かっているのに、整備員の名前を聞いて何を調査したいのか疑問だ。事故が起きない方の努力が大事だ」[17]。
- 2008年2月、米海兵隊員14歳沖縄少女強姦事件についての市民団体の抗議活動に対応せず外食。「不当な抗議行動をする方と会っても冷静な議論はできないと考えた」[20]。4月には、日米地位協定見直し要求について「ある政治家と団体が政治的に利用し、政争の具にしようとしていることは非常に残念だ」、基地外居住者の実態把握のため外国人登録を義務化する案[注釈 1]について「日本の防衛に貢献するため命を犠牲にする用意がある人に、日本に税金を払う義務を課す主張があるのは不思議だ」との発言を行なっている[21]。
- 2009年4月、海軍掃海艦石垣島寄航に反対し住民が港の金網に掲げた横断幕が持ち去られたことを「置いていた物が取られた?　捨てられたごみを片付けただけではないか」[17]。
- 2010年12月3日、沖縄研修旅行を控えたアメリカン大学の学生を対象に国務省内で行なわれた講義[22]の中で、「日本人は、和の文化を強請りの手段に使う」｢沖縄は日本政府に対するごまかしとゆすりの名人でゴーヤーも栽培できないほど怠惰」と発言していたことが2011年3月に発覚[18][22]。また日本国憲法第9条について「もし日本が改憲するなら、日本は在日米軍を必要としなくなり集団的自衛権が行使されていたはずで、アメリカにとっては悪い事態になる」「思いやり予算はアメリカの国益にとって有用で、われわれは日本で非常に得な取引 (good deal) をしている」[23]。これに対し沖縄県議会は撤回と謝罪を求め、また抗議する旨全会一致で決議[24][25]。県内各自治体議会からは抗議・非難の決議が相次いだ[26]。4月、ウォール・ストリート・ジャーナルとのインタビューに応じ、発言に関する報道は誤解であると述べ、「私の発言ではなく、沖縄の米軍基地再編を阻止しようとする意図を持ったグループのでっちあげだ」と反基地運動との関連性を主張し[27][28]、「決して言っていない」「日本は合意に基づいて意思決定を進める。良いところでもあるが、時に弱点もある」「沖縄は政治的に非常に複雑な場所で、もし政府が地元の合意と理解を得なくてはならないという立場を取ると、現実にこの15年間が示すように、再編計画を前に進められない」と述べた。また、「沖縄県民は、怠惰でゴーヤーも育てられない」と言ったとされたことには「完全なでっちあげだ」と否定し、発言は表に出さないオフレコの条件だったし、学生たちは講義から約2カ月半後に発言録を作り、「何の信頼性もない」と述べた[29]。しかし、当時同席していたアメリカン大学のデビッド・バイン准教授は「彼は再び信じ難い発言をした、全て真実だ」と否定した[30]。バイン准教授によれば、メア元部長は当時更に沖縄をプエルトリコに例え、沖縄県民はプエルトリカンのように「肌が浅黒くて背が低く、訛りがある」と発言したという[30]。メアはこの発言報道に対し、著書『決断できない日本』の中で共同通信社の欺瞞であるとし[31]、また沖縄の人はプエルトリコ人のように「肌が浅黒くて背が低く、なまりがある」と発言したとされたことには、バイン准教授の曲解だと否定している[31]。
- 2012年10月、文藝春秋でアメリカにとっては双方とも重要な同盟国であるとの理由で竹島問題における日韓の融和を説き、尖閣諸島については一転して、日本は中国の脅威に対処するため「F-35戦闘機の調達計画を加速、拡大してイージス艦を増やし、先島諸島に自衛隊の駐屯地を作って、海上保安庁の偵察能力を向上」すべきであり、日本の施政（領有ではない）下にある尖閣防衛について「日本は何も遠慮する必要はない」からどんどんアメリカの兵器を買うべきだと主張。

## 名誉毀損問題
著書「決断できない日本」の中で、沖縄県宜野湾市の米軍普天間飛行場に近接する小学校の移転を巡り、「日本政府は移転しようとしているが、伊波洋一前市長が反対している。小学校の危険性を政治利用していた」と記述したことに関し、伊波から2011年10月26日、同市が1980年頃から国に移転要請してきたが国が応じず1992年に頓挫した経緯を示された上で「移転に反対したことはなく、名誉を傷つける悪意のある内容だ」として名誉毀損罪で那覇地検に告訴された。メアは「本の記述は事実で告訴は不当だ」と語った。
最終的に那覇地検は「必要な捜査を行ったが、虚偽であると断定できる証拠がない」として2012年12月20日付で嫌疑不十分による不起訴処分としたまた、民事訴訟も行われなかった。

## 著書
- 『決断できない日本』(文春新書、2011年) ISBN 978-4-16-660821-8
- 『自滅するな日本 (田原総一朗責任編集)』(アスコム、2012年) ISBN 978-4-77-620725-2